# Festival international du film de Palm Beach
 (janvier 2017).
Si vous disposez d'ouvrages ou d'articles de référence ou si vous connaissez des sites web de qualité traitant du thème abordé ici, merci de compléter l'article en donnant les références utiles à sa vérifiabilité et en les liant à la section « Notes et références ».

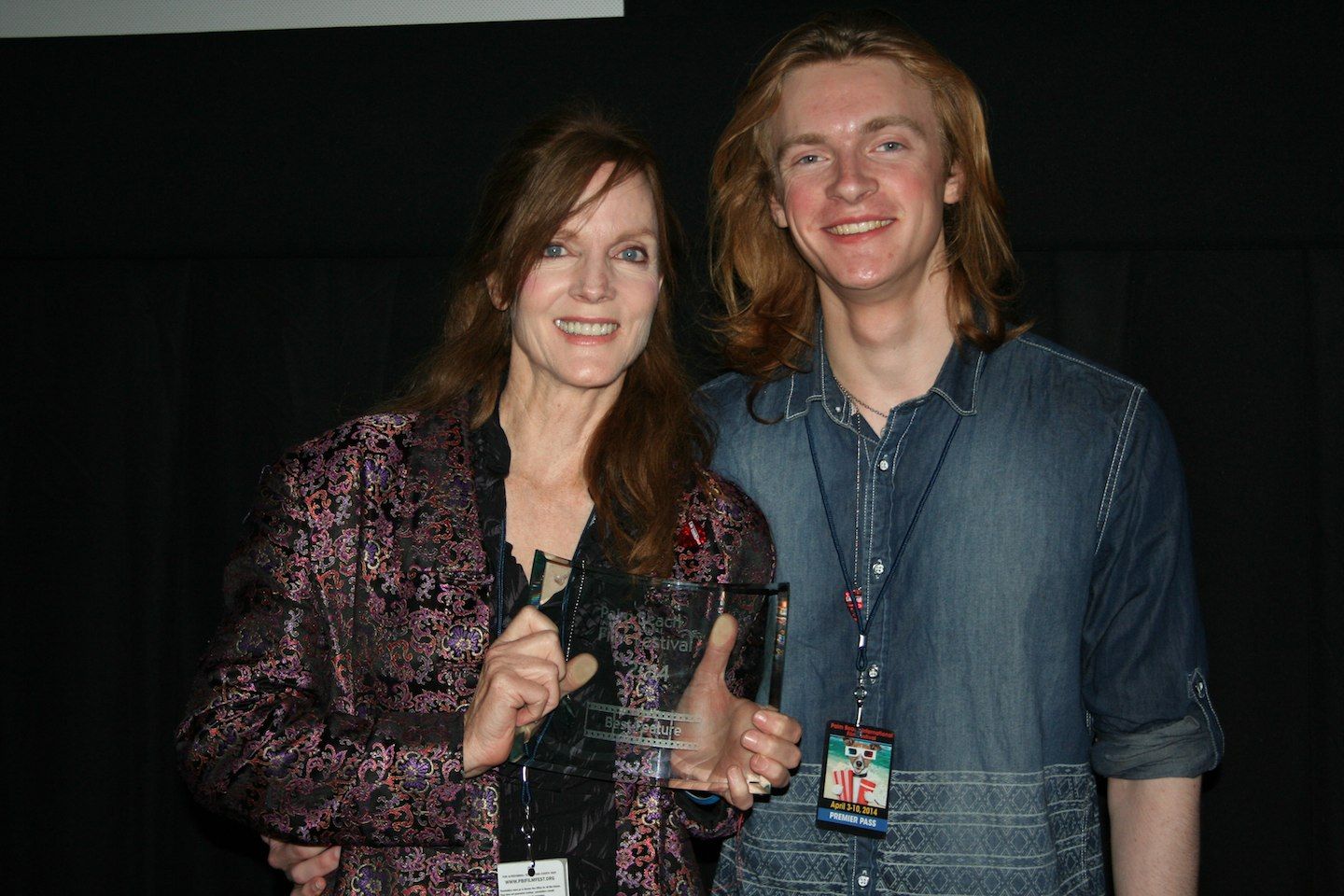
Maggie Baird and Finneas O'Connell au Festival international du film de Palm Beach 2014.

Le Festival international du film de Palm Beach a été fondé en 1996 par le commissaire Burt Aaronson et le philanthrope local George Elmore.
Ils l'ont envisagé comme offrant un lieu culturel pour la communauté et être une collecte de fonds pour les films éducatifs et les programmes de télévision dans les écoles du comté de Palm Beach.
Il est devenu un forum compétitif en 2003.

## Catégories
Le jury du festival présente des prix dans des catégories telles que :
- Meilleure image
- Meilleur documentaire
- Meilleur réalisateur
- Meilleur acteur
- Meilleure actrice
- Meilleur court métrage
- Choix du public